# Den ultimative kvinde
Den ultimative kvinde er en dansk eksperimentalfilm fra 1997 med instruktion og manuskript af Ulla Christina Hansen.

## Handling
Filmen er et poetisk og organisk billede af kvindeligheden. Instruktøren afsøger den feminine begrebsverden og de bagvedliggende kvindelige bevæggrunde gennem et fiktivt interview med den ultimative kvinde. Dialogen er bygget over en række interview med danske kvinder.